# Wahlen zur South West African Legislative Assembly 1970
Die Wahlen zur South West African Legislative Assembly 1970 fand am 20. April 1970 statt. Es war die erste Parlamentswahl in Südwestafrika nach Ende der südafrikanischen Mandatsgebietszeit. Wahlberechtigt waren erneut nur weiße Einwohner des Gebietes.
Die National Party of South West Africa (NPSWA) gewann sämtliche 18 Sitze.